# Паппас, Робин
Ро́бин Па́ппас (англ. Robin Pappas; США) — американская актриса и музыкальный продюсер.

## Биография
Робин Паппас родилась в США. Паппас окончила «Royal Academy of Acting».
В 1978—1981 года Робин сыграла в 4-х фильмах и телесериалах и наиболее известна по роли медсестры в фильме «Сияние» (1980). После окончания кинокарьеры Паппас была музыкальным продюсером и спродюсировала два музыкальных альбома своей дочери — «Pretty Little Head» (2006) и «Home Sweet Mobile Home» (2010). Она также появилась в музыкальном клипе «David».
До 1984 года Робин была замужем за писателем и режиссёром Малкольмом МакКэеем (род.1947). У бывших супругов есть дочь — Нелл Мари МакКэй (род.13.04.1982).

## Фильмография
| Год  |   | Русское название   | Оригинальное название | Роль       |
| ---- | - | ------------------ | --------------------- | ---------- |
| 1978 | с | Магнат             | Tycoon                | Викки Барр |
| 1980 | ф | Сияние             | The Shining           | медсестра  |
| 1980 | ф | Супермен 2         | Superman II           | Элис       |
| 1981 | ф | Огненные колесницы | Chariots of Fire      | Клэр       |